# Encentrum eulitorale
Encentrum eulitorale är en hjuldjursart som beskrevs av Tzschaschel 1979. Encentrum eulitorale ingår i släktet Encentrum och familjen Dicranophoridae. Inga underarter finns listade i Catalogue of Life.